# Linea Hitler

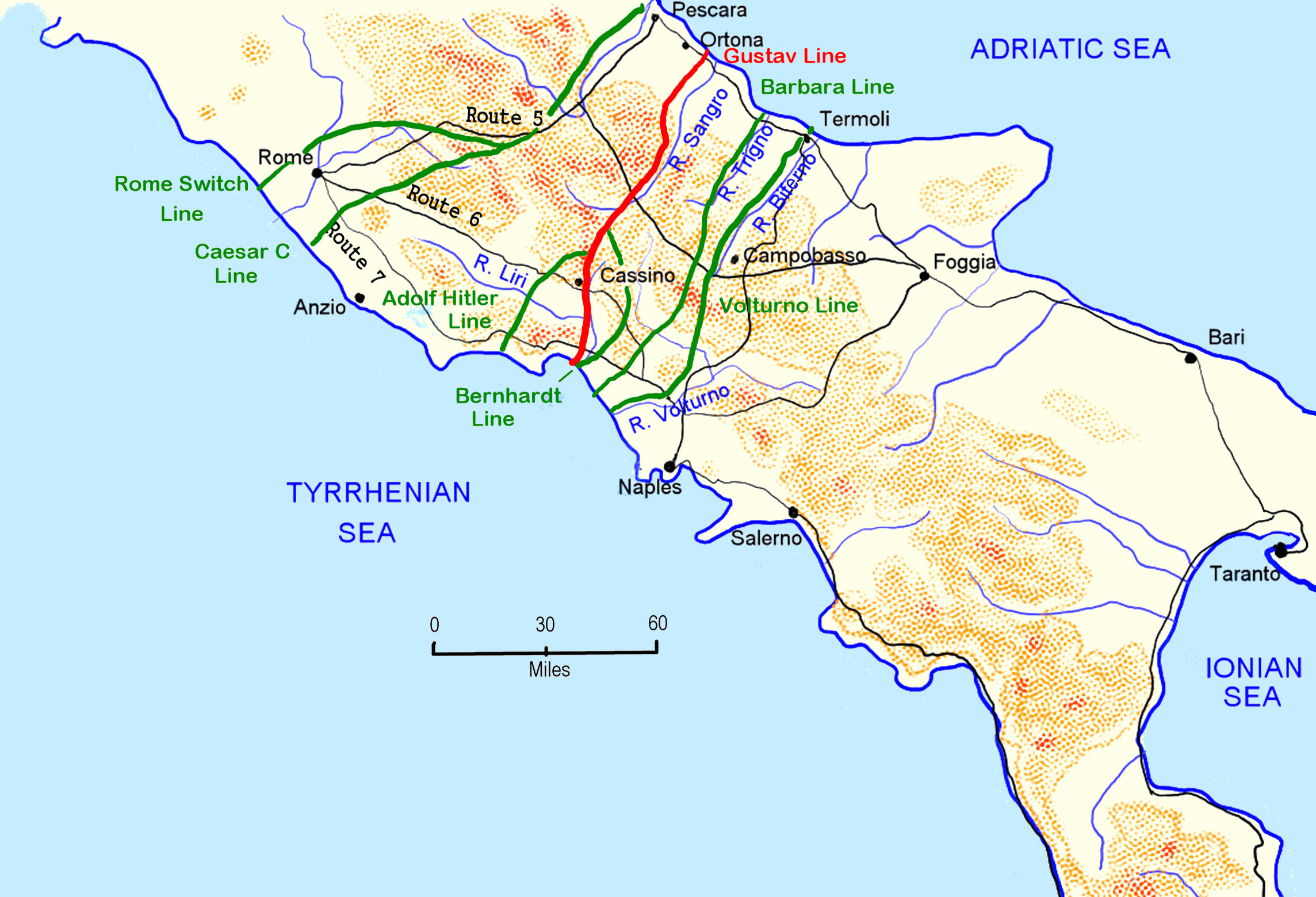
Linee difensive tedesche durante la seconda guerra mondiale

La  Linea Hitler, ribattezzata poi Linea Senger, fu una linea fortificata difensiva costruita dall'esercito tedesco in Italia durante la campagna d'Italia della seconda guerra mondiale.

## Storia
Situata ad una decina di chilometri di distanza dalla Linea Gustav, aveva la funzione di contenere eventuali cedimenti di quest'ultima. Dopo il crollo della Gustav, avvenuto il 18 maggio 1944 la Linea Hitler riuscì a frenare lo slancio degli alleati che dovettero fermarsi per riorganizzarsi in modo da superare l'ostacolo imprevisto. L'attacco finale, avvenuto tra il 23 e il 24 maggio con lo sbarco ad Anzio, nonostante la vittoria, costò ingenti perdite data la strenua resistenza dei tedeschi, che tuttavia furono costretti a ripiegare verso la linea Caesar.